# Wilbert Marwein
Wilbert Marwein (Hindi विल्बर्ट मारविन; * 17. Februar 1970 in Rangblang-Sohsyniang, Meghalaya) ist ein indischer römisch-katholischer Geistlicher und Bischof von Nongstoin.

## Leben
Wilbert Marwein besuchte zunächst das Knabenseminar in Shillong. Anschließend studierte er hier Philosophie am Christ the King College und Theologie am Oriens Theological College. Am 27. April 2003 empfing er das Sakrament der Priesterweihe für das Erzbistum Shillong. Mit der Errichtung des Bistums Nongstoin im Jahr 2006 wurde er in dessen Klerus inkardiniert.
Nach der Priesterweihe war er in der Pfarrseelsorge tätig und von 2005 bis 2007 Ökonom des Oriens Theological College in Shillong. Von 2007 bis 2010 studierte er in Rom an der Päpstlichen Universität Urbaniana und erwarb das Lizenziat in Missionswissenschaft. In den folgenden fünf Jahren blieb er in Italien und war in Cosenza in der Pfarrseelsorge tätig. Nach der Rückkehr in die Heimatdiözese ernannte ihn Bischof Victor Lyngdoh 2015 zum Generalvikar des Bistums Nongstoin. Dieses Amt übte er bis zu Lyngdohs Ernennung zum Bischof von Jowai im Oktober 2016 aus. Ab 2015 war er außerdem Pfarrer in Nongstoin.
Papst Franziskus ernannte ihn am 4. Februar 2023 zum Bischof von Nongstoin. Der Apostolische Nuntius in Indien, Erzbischof Leopoldo Girelli, spendete ihm am 16. April desselben Jahres in der Kathedrale von Nongstoin die Bischofsweihe.